# Port-à-Piment (kommun)
Port-à-Piment är en kommun i Haiti.   Den ligger i departementet Sud, i den västra delen av landet, 180 km väster om huvudstaden Port-au-Prince.